# 克酮酸
克酮酸 （英語：Croconic acid，或称为4,5-二羟基环戊烯三酮，4,5-dihydroxycyclopentenetrione）是一种化学式为(C=O)
3(COH)
2的有机化合物，以环戊烯为骨架，带有三个酮羰基（C=O）和两个羟基，属于环状三酮，可溶于水和乙醇，常温下为黄色晶体，在212°C时分解。克酮酸与其钾盐水合物由德国化学家利奥波德·格梅林在1825年发现。